# We Will Rock You
〈We Will Rock You〉는 브라이언 메이가 작사, 작곡하고 영국의 록 밴드 퀸이 1977년 음반 《News of the World》에 녹음한 노래이다. 《롤링 스톤》은 2004년 "역사상 가장 위대한 노래 500곡" 중 330위에 올랐으며, 2001년 세기의 노래 목록에서 146위에 올랐다. 2009년, 〈We Will Rock You〉는 그래미 명예의 전당에 헌액되었다.
5월까지 기타 솔로가 포함된 지난 30초를 제외하면, 이 곡은 일반적으로 아카펠라 형태로 설정되어 있으며, 리듬 있는 신체 타악기 비트로 쿵쿵거리는 것과 박수치는 것만을 사용한다. 1977년, 〈We Will Rock You〉와 〈We Are the Champions〉가 함께 전 세계 톱 10 싱글로 발매되었다. 음반이 발매된 직후, 많은 라디오 방송국들이 중단 없이 이 곡들을 연속적으로 연주했다.
발매 이후, 〈We Will Rock You〉는 전 세계의 여러 레코딩 아티스트, TV 쇼, 영화 및 기타 미디어에서 커버, 리믹스, 샘플링, 패러디, 참조 및 사용되었다. 또한 단순한 리듬 때문에 전 세계 스포츠 행사에서 인기 있는 경기장 국가가 되었다. 2017년 10월 7일 퀸은 《News of the World》 발매 40주년을 기념하여 《Raw Sessions》 버전의 트랙을 발매했다. 이 곡은 기타 솔로에 대한 근본적으로 다른 접근 방식을 특징으로 하며 녹음 직전 메이의 카운트인을 포함한다.

## 음악
〈We Will Rock You〉와 〈We Are the Champions〉는 A Day at the Races Tour에서 일어난 사건에 대응하여 작곡되었다. 밴드는 스태퍼드의 빙리 홀에서 연주했으며 브라이언 메이에 따르면 다음과 같다.
우리는 앙코르를 한 후에 떠났고, 계속 박수를 치는 대신에, 그들은 우리에게 〈You'll Never Walk Alone〉을 불렀고, 우리는 완전히 녹초가 되어 놀랐습니다. 그것은 정말로 감정적인 경험이었고, 저는 이 구호들이 어떤 면에서 그것과 관련이 있다고 생각합니다.

한 버전은 1977년 《News of the World》의 오프닝 트랙으로 사용되었다. 이것은 쿵-쿵-짝 비트와 파워 코러스로 구성되며 다소 앤섬이다. 스탬핑 효과는 밴드가 스스로 여러 번 발을 구르고 박수를 치는 소리를 지나치게 더빙하고 지연 효과를 더해 많은 사람들이 참여하는 것처럼 들리게 함으로써 만들어졌다. 지연의 지속 시간은 소수의 비율이었는데, 이는 현재 비고조적 잔향으로 알려진 기술이다. 테이프 루프는 브라이언 메이가 녹음에서 세 번씩 연주하는 것과 달리 기타 솔로의 마지막 구절을 세 번 반복하는 데 사용된다. "쿵, 쿵, 짝" 소리는 나중에 퀸 + 폴 로저스의 노래 〈Still Burnin'〉에서 사용되었다.
라이브로 공연될 때, 이 곡은 보통 〈We Are the Champions〉가 뒤따른다. 이 노래들은 종종 라디오와 스포츠 행사에서 짝을 지어 자주 연주된다. 이 곡들은 퀸이 1985년 라이브 에이드에서 공연한 마지막 두 곡이었다.
퀸은 또한 "빠른 버전"으로 알려진 〈We Will Rock You〉의 얼터너티브 버전을 선보였으며, 더 빠른 템포와 풀 밴드 편곡이 특징이었다. 이 밴드는 1970년대 후반과 1980년대 초반에 라이브 세트를 열기 위해 이 버전을 자주 사용했는데, 《Live Killers》 (1979년), 《Queen on Fire – Live at the Bowl》 (2004년), 《Queen Rock Montreal》 (2007년), 그리고 《News of the World》 (2011년)의 확장판에서 들었다. 1977년 BBC 라디오 1에서 존 필의 쇼를 위해 녹음된 이 버전의 스튜디오 녹음도 존재하는 것으로 알려져 있다. 원본 버전으로 시작하는 더 긴 컷의 일부이다. 2002년, 이 빠른 버전은 타블로이드 신문 《더 선》에 의해 배포된 홍보 싱글로 공식적으로 발매되었다. BBC 스튜디오 버전은 《The Best of King Biscuit Live Volume 4》에서도 확인할 수 있다. 두 버전 사이에는 BBC 라디오 다큐멘터리에 사용된 헤르만 헤세의 소설 《싯다르타》를 인용한 로저 테일러의 짧은 컷이 있다. 이 빠른 버전은 오리지널 〈We Will Rock You〉와 〈We Are the Champions〉의 조합인 피날레 이후, 같은 제목의 뮤지컬의 커튼콜 음악으로도 사용된다.

## 뮤직 비디오
〈We Will Rock You〉의 뮤직 비디오는 1977년 로저 테일러의 저택 뒷마당에서 촬영되었다. 밴드가 노래를 립싱크하며 장갑을 낀 손뼉을 치고 얼어붙은 땅을 발로 밟는 모습을 볼 수 있다. 《빌보드》와의 인터뷰에서 테일러는 비디오 촬영에 대해 다음과 같이 말했다.
우리는 그것을 서리주에서 방금 산 시골 집의 부지에서 촬영했고 우리는 판매를 완료하지 않았기 때문에 우리는 그 집에 들어갈 수 없었어요. 우리는 '여기서 그것을 쏘는 것이 낫겠다'고 생각했다 날씨가 정말 추웠고 우리는 세 번의 테이크를 했어요.

## 참여 인원
이 정보는 음반의 라이너 노트를 기반으로 한다.
- 프레디 머큐리 – 리드 및 백 보컬, 손뼉치기, 발 밟기
- 브라이언 메이 – 일렉트릭 기타, 백 보컬, 손뼉치기, 발 밟기
- 로저 테일러 – 백 보컬, 손뼉치기, 발 밟기
- 존 디콘 – 손뼉치기, 발 밟기

## 인증
| 국가                                                            | 인증        | 판매량/출하량 |
| --------------------------------------------------------------- | ----------- | ------------- |
| 덴마크 (IFPI Danmark)                                           | 플래티넘    | 90,000        |
| 프랑스 (SNEP) We Will Rock You / We Are The Champions           | 골드        | 500,000*      |
| 독일 (BVMI)                                                     | 플래티넘    | 500,000       |
| 이탈리아 (FIMI)                                                 | 2× 플래티넘 | 100,000       |
| 일본 (RIAJ) Digital single                                      | 골드        | 100,000*      |
| 일본 (RIAJ) Ringtone                                            | 2× 플래티넘 | 500,000*      |
| 영국 (BPI) sales since 2011                                     | 2× 플래티넘 | 1,200,000     |
| 미국 (RIAA)                                                     | 6× 플래티넘 | 6,000,000     |
| *판매량을 기반으로 한 인증 · 판매량+스트리밍을 기반으로 한 인증 |             |               |